# Teretriphora huttoni
Teretriphora huttoni är en snäckart som först beskrevs av Suter 1908.  Teretriphora huttoni ingår i släktet Teretriphora och familjen Triphoridae. Inga underarter finns listade i Catalogue of Life.